# Lipinia nitens
Lipinia nitens — вид сцинкоподібних ящірок родини сцинкових (Scincidae). Ендемік Малайзії.

## Поширення і екологія
Lipinia nitens мешкають на схилах гір Пуе і Матанг на півдні штату Саравак на заході острова Калімантан, біля кордону з Індонезією. Вони живуть у вологих тропічних лісах.